# Helen Gurley Brown

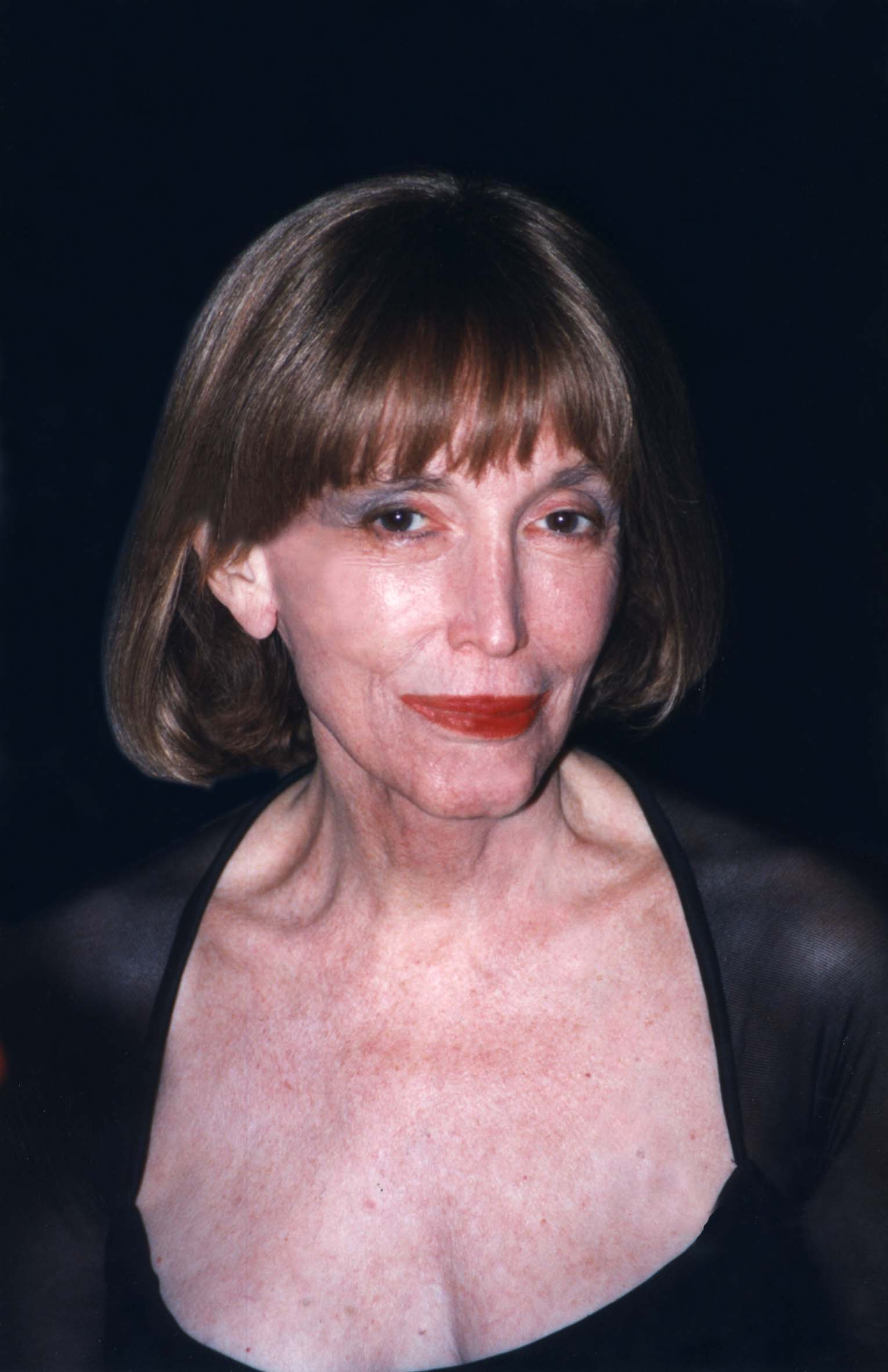
Helen Gurley Brown (1996)

Helen Gurley Brown (gebürtig Helen Marie Gurley; * 18. Februar 1922 in Green Forest, Arkansas; † 13. August 2012 in New York City) war eine US-amerikanische Herausgeberin und Autorin.

## Leben
Die Eltern von Gurley stammten beide aus Arkansas, wo der Vater, Ira Marvin Gurley, unter anderem den Posten des Commissioner der Arkansas Game and Fish Commission innehatte, bevor er mit der Familie in die Hauptstadt des Bundesstaates nach Little Rock umzog. Dort war er bis zu seinem Tod bei einem Aufzugsunfall im Jahr 1932 Abgeordneter im Parlament des Staates. 1937 zog Helen mit Mutter und Schwester nach Los Angeles in Kalifornien, wo sie den Schulabschluss machte.
Gurley vollendete 1941 ihre Ausbildung nach einem Semester am Texas State College for Women, der heutigen Texas Woman′s University in Denton, am Woodbury Business College, heute Woodbury University in Burbank, Kalifornien. In der Folgezeit arbeitete sie unter anderem bei der William Morris Agency, der Music Corporation of America und dann als Sekretärin bei der Werbeagentur Foote, Cone & Belding, wo sie aufgrund ihrer Fähigkeiten sehr rasch aufsteigen konnte und Anfang der 1960er Jahre zu einer der höchstbezahlten Werbetexter wurde. 1959 heiratete sie den damaligen Journalisten David Brown, der in späteren Jahren als Filmproduzent, zum Beispiel des Films Der weiße Hai, bekannt wurde.

## Autorin und Chefredakteurin

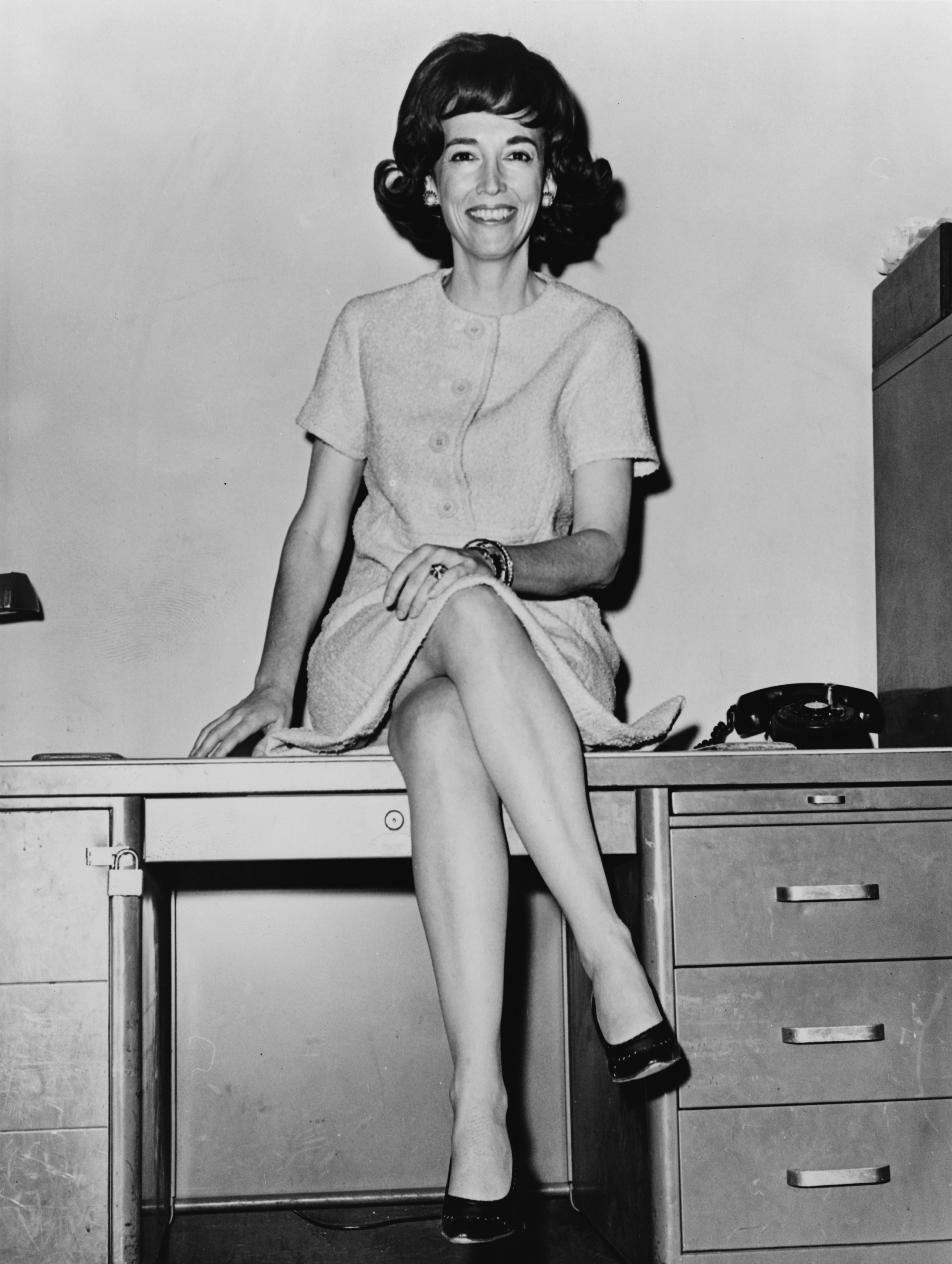
Helen Gurley Brown (1964)

Im Alter von 40 Jahren veröffentlichte Brown ihr erstes Buch Sex and the Single Girl, das in vielen Ländern ein Erfolg wurde und mehr als ein Jahr lang die US-amerikanischen Bestsellerlisten anführte.
1965 wurde Brown Chefredakteurin der Cosmopolitan in New York. Ihr Ideenreichtum und die von ihr in der Zeitschrift vertretenen Ideen von sexueller Freiheit sowie ihr Eintreten für die glamouröse und modebewusste Frau brachten der Cosmopolitan geschäftlichen Erfolg. Den Posten des Chefredakteurs hielt sie bis zum Jahr 1997, die internationalen Ausgaben in 59 Ländern betreute sie bis zu ihrem Tod im Jahr 2012 weiter.
Ihr Ehemann David Brown starb 2010 in New York. Helen Gurley Brown starb im Krankenhaus der Columbia University am NewYork-Presbyterian Hospital in Manhattan nach kurzer Krankheit. New Yorks Bürgermeister Michael Bloomberg, die Wochenschrift Entertainment Weekly und andere ehrten sie mit Nachrufen, in denen ihre Bedeutung für das Bild der Frau seit den 1960er Jahren und für das Pressewesen der USA hervorgehoben wurden.

## Stiftung
Anfang 2012 hat Brown aus dem Vermögen des Ehepaars das David and Helen Gurley Brown Institute for Media Innovation mit einem Stiftungskapital von 30 Millionen US-Dollar eingerichtet. Das Institut an den Universitäten Columbia University in New York City und Stanford University in Stanford soll der Entwicklung des Journalismus im Zusammenspiel mit neuen Technologien dienen.

## Veröffentlichungen
- 1962: Sex and the Single Girl.
  - 1963: deutsch: Sex und ledige Mädchen. Decker, Schmiden bei Stuttgart.
  - 1966: deutsch, neu durchgesehen, überarbeitet und verbessert: Decker, Schmiden bei Stuttgart.
- 1965: Sex and the Office.
  - 1965: Sex im Büro. Econ-Verlag, Düsseldorf/Wien.
- 1969: Single Girl’s Cookbook. Mit Zeichnungen von Frank Daniel. Bernard Geis Associates, New York City.
- 1970: Sex and the New Single Girl.
- 1982: Having It All.
- 1993: The Late Show: A Semi Wild but Practical Guide for Women Over 50.
- 1998: The Writer’s Rules: The Power of Positive Prose – How to Create It and Get it Published.
- 2000: I’m Wild Again: Snippets from my Life and a Few Brazen Thoughts. St. Martin’s Press, New York City, ISBN 978-0-312251925.
- 2004: Dear Pussycat: Mash Notes and Missives from the Desk of Cosmopolitan’s Legendary Editor. St. Martin’s Press, New York City, ISBN 0-312317573.